# Lipets
Lipets ou Lipec (en macédonien Липец) est un village de l'est de la Macédoine du Nord, situé dans la municipalité de Vinitsa. Le village comptait 430 habitants en 2002.

## Démographie
Lors du recensement de 2002, le village comptait :
- Macédoniens : 430